# Guy Béart

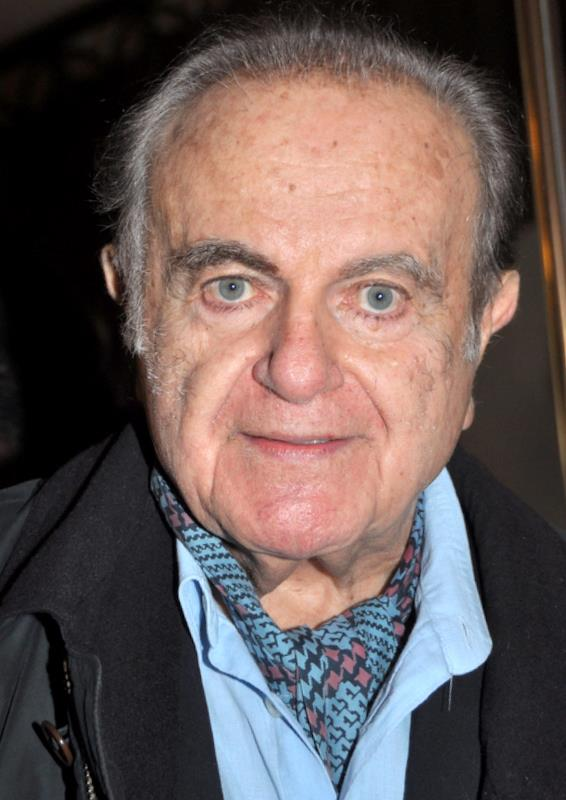
Guy Béart (2012)

Guy Béart, ursprünglich Guy Béhart-Hasson, auch Béhart-Hassan und Béhar werden als Familienname angegeben (* 16. Juli 1930 in Kairo; † 16. September 2015 in Garches, Département Hauts-de-Seine, Frankreich), war ein französischer Ingenieur, Chansonnier, Komponist und Schauspieler.

## Leben
Guy Béart war der Sohn des Wirtschaftsprüfers und Unternehmensberaters David Béhart-Hasson und seiner Frau, Amélia Taral. Er wuchs in Ägypten, Frankreich, Griechenland und Mexiko auf; vom zehnten bis siebzehnten Lebensjahr wohnte er mit seiner Familie im Libanon und legte dort am Collège international de Beyrouth die Abiturprüfungen ab. In dieser Zeit erwachte auch sein Interesse an der Musik. Im Jahr 1947 kehrte er nach Frankreich zurück und schrieb sich an der École Nationale de Musique in Paris ein, um Violine und Mandoline zu studieren. Zugleich studierte er Ingenieurwissenschaft an der École Nationale des Ponts et Chaussées. Als 1952 sein Vater starb, arbeitete er in einem Ingenieurbüro, um seine Mutter und Schwester finanziell unterstützen zu können. Unter anderem leitete er den Bau einer Brücke in Maxéville bei Nancy.
In seiner Freizeit komponierte Béart Chansons und trat von 1954 an in Cabarets der Pariser Rive Gauche auf. Er begann im La Colombe, später im Théâtre du Vieux-Colombier zu singen. Seine Lieder sind eigenwillig, sensibel und zartfühlend. Béart wurde von dem bekannten Musikproduzenten Jacques Canetti entdeckt und konnte dank der Unterstützung Boris Vians eine erste Langspielplatte veröffentlichen, die 1958 den angesehenen Grand Prix de l’Académie du Disque français gewann. Zu seinen bekanntesten Liedern gehören Bal chez Temporel, Il n’y a plus d’après, Les grands principes, Poste restante, Laura, L’Agent double, L’Eau Vive, L’Espérance Folle, Le Chapeau, Les Couleurs du Temps und À Amsterdam. Er nahm auch zwei Langspielplatten mit traditionellen französischen Volksliedern auf, darunter Vive la rose, und schrieb Chansons für andere Interpreten wie Patachou, Zizi Jeanmaire und Juliette Gréco, die Chandernagor und Il n'y a plus d'après von ihm sang.

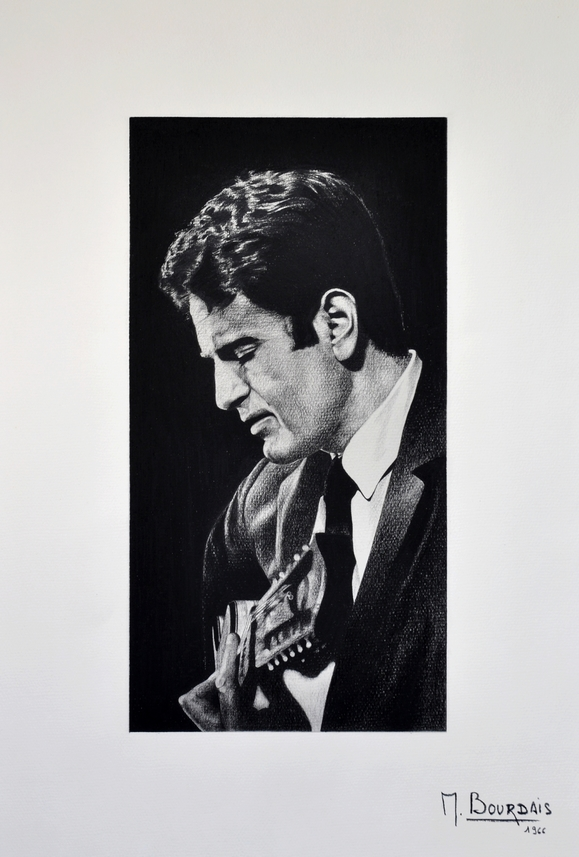
Guy Béart auf einer Zeichnung von Michel Bourdais, angefertigt im Juli 1966 während der Fernsehsendung Bienvenue chez Guy Béart

Béart litt unter starkem Lampenfieber, mied daher die Bühne und wechselte 1963 zum Fernsehen. Dort moderierte er die Musiksendung Bienvenue chez Guy Béart, in der Musiker vieler Genres auftraten, darunter Duke Ellington und Yves Montand. Im Jahr 1970 endete seine Moderatorentätigkeit.
Béart lebte fern von Paris auf einem ehemaligen Bauernhof in Gassin in der Provence. Er wollte seine Kinder vor den Ablenkungen der Großstadt schützen.
Nach langer Krankheit, die es ihm nicht erlaubte aufzutreten, meldete er sich 1985 mit Demain je recommence zurück, einem Chanson voll Hoffnung und Lebensfreude.
Für sein Lebenswerk wurde Guy Béart im Jahr 1994 von der Académie française mit der Grande Médaille de la chanson française (Médaille de vermeil) ausgezeichnet.
Aus seiner 1959 geschlossenen und 1960 geschiedenen Ehe mit Cécile de Bonnefoy du Charmel, der Nachfahrin einer Familie aus napoleonischem Adel (Noblesse d’Empire), stammt eine Tochter, die Schmuckdesignerin Ève Béhart. In den folgenden Jahren war Béart mit dem Mannequin Geneviève Galéa (Geneviève Guillery) liiert; aus dieser Verbindung stammt eine Tochter, die 1963 geborene Schauspielerin Emmanuelle Béart.
Im fortgeschrittenen Alter bekannte sich Guy Béart zu seinen Wurzeln im Judentum und berichtete, dass ihn von frühester Kindheit an seine gläubige Mutter mit den Ritualen und der Gedankenwelt der jüdischen Religion vertraut gemacht habe.
Béart starb am 16. September 2015 an einem Herzinfarkt und wurde auf dem Friedhof von Garches beigesetzt.

## Werke
- Guy Béart: Chansons, poèmes. F. Nathan, Paris 1976
- Guy Béart: Couleurs et colères du temps. L’intégrale des poèmes et chansons. Textes de présentation de Jean-Louis Barrault, Pierre Seghers, Yvan Audouard, Hervé Bazin etc. Seghers, Paris 1976, 279 S.
- Guy Béart: L’Espérance folle. R. Laffont, Paris 1987, 406 S.

## Filmmusiken (Auswahl)
- 1958: Wenn die Flut kommt (L’eau vive)
- 1962: Die tolle Masche (La gamberge)
- 1964: Bei Oscar ist ’ne Schraube locker (Un drôle de caïd)